# Ralph Hasenhüttl
Ralph Hasenhüttl, född 9 augusti 1967 i Graz, är en österrikisk före detta fotbollsspelare, som är huvudtränare för VfL Wolfsburg.

## Klubbkarriär
Ralph Hasenhüttl inledde sin fotbollskarriär som anfallare med den österrikiska klubben GAK. Han gjorde sin första lagdebut säsongen 1985–1986. 1989 flyttade han till den österrikiska klubben Austria Wien. Där vann han tre Bundesliga titlar i rad och ÖFB-cupen två gånger. 1994 flyttade han till Austria Salzburg (nuvarande FC Red Bull Salsburg), där han vann ytterligare en Bundesligatitel och en österrikisk supercup.
Hasenhüttl lämnade den österrikiska fotbollen 5 juli 1996, då han skrev på för den belgiska fotbollsklubben KV Mechelen. Efter endast en säsong för KV Mechelen flyttade han till Lierse SK.
Hans tid i Belgien var kortvarig, efter endast två säsonger i landet skrev han på för den tyska fotbollsklubben 1. FC Köln för omkring 200 000 €. Han flyttade till den tyska fotbollsklubben SpVgg Greuther Fürth inför säsongen 2000/2001, efter att hans kontrakt med 1. FC Köln gick ut den 30 juni 2000.
Han avslutade sin fotbollskarriär för den tyska fotbollsklubben FC Bayern München II.
Ralph Hasenhüttl representerade Österrikes landslag vid åtta tillfällen, där han lyckades göra 3 mål.

## Tränarkarriär

### SpVgg Unterhaching
Ralph Hasenhüttl inledde sin tränarkarriär i den tyska fotbollsklubben SpVgg Unterhaching (Spielvereinigung Unterhaching) 1 juli 2005 som assisterande tränare. Han tog 19 mars 2007 över som tillfällig huvudtränare för laget. Den 4 oktober 2007 tog han över rollen som huvudtränare för klubben.

### VfR Aalen
2 januari 2011 skrev han på för den tyska fotbollsklubben VfR Aalen som huvudtränare.

### FC Ingolstadt 04
7 oktober 2013 skrev han på för den tyska fotbollsklubben FC Ingolstadt 04 som huvudtränare. Under säsongen 2014/2015 blev FC Ingolstadt 04 uppflyttade till Fußball-Bundesliga för första gången i klubbens historia efter att de vann 2. Fußball-Bundesliga.

### RB Leipzig
1 juli 2016 tog han över rollen som huvudtränare i RB Leipzig. Under hans tid som huvudtränare kvalificerade RB Leipzig in till Uefa Champions League för första gången i klubbens historia. Efter ett gemensamt beslut av klubben avgick han som tränare för klubben 16 maj 2018.

### Southampton
5 december 2018 tog han över rollen som huvudtränare, efter att Mark Hughes blivit avsatt rollen som huvudtränare för klubben. Ralph Hasenhüttl förlorade sin första match mot Cardiff City FC 8 december 2018, 1-0. Hans första vinst som tränare för klubben kom mot Arsenal FC den 16 december 2018, då Southampton lyckades vinna med 3-2. Southampton FC meddelade på deras officiella hemsida att Ralph Hasenhüttl skrivit på ett kontrakt som sträcker sig till 30 juni 2024. Klubbens vice ordförande Martin Semmens talade gott om Hasenhüttl efter att han skrivit på en kontraktförlängning. "”Från första dagen har Ralph haft en positiv inverkan på klubben, alla inom den och våra fans."

## Ledarstatistik
Statistik från och med matcher spelade 6 november 2022.
| Lag                | Från            | Till             | M   | V   | O   | F   | MG  | MI  | MS  | VInst% |
| ------------------ | --------------- | ---------------- | --- | --- | --- | --- | --- | --- | --- | ------ |
| SpVgg Unterhaching | 4 oktober 2007  | 22 februari 2010 | 88  | 40  | 20  | 28  | 129 | 115 | +14 | 45,45% |
| VfR Aalen          | 2 januari 2011  | 7 oktober 2013   | 93  | 36  | 28  | 29  | 115 | 107 | +8  | 38,71% |
| FC Ingolstadt 04   | 7 oktober 2013  | 30 juni 2016     | 95  | 36  | 34  | 25  | 113 | 95  | +18 | 37,89% |
| RB Leipzig         | 1 juli 2016     | 16 maj 2018      | 83  | 40  | 19  | 24  | 150 | 116 | +34 | 48,19% |
| Southampton FC     | 5 december 2018 | 7 november 2022  | 173 | 59  | 41  | 73  | 231 | 280 | −49 | 34,10% |
| Totalt             | Totalt          | Totalt           | 532 | 211 | 142 | 179 | 737 | 714 | +23 | 39,66% |